# Metternichové
Metternichové jsou starý šlechtický rod původem z Německa připomínaný od 13. století. Původně vlastnili majetek v Porýní, od 17. století v Čechách, později také na Moravě a v Uhrách. Jako katolíci a stoupenci Habsburků získali hraběcí titul (1679), později dosáhli titulu knížat (1813). Po ztrátě majetků v Německu za napoleonských válek se jejich hlavním sídlem stal Kynžvart. Nejvýznamnější osobností rodu byl kníže Klemens Václav z Metternichu (1773–1859), který jako dlouholetý rakouský ministr zahraničí a státní kancléř patřil ke klíčovým postavám evropské diplomacie první poloviny 19. století, zároveň byl symbolem konzervativní politiky v habsburské monarchii před revolucí v roce 1848. Rodovou titulaturu obohatil o italský titul vévody z Portelly. Jeho syn Richard (1829–1895) byl dlouholetým rakouským velvyslancem v Paříži, kde jeho manželka Pauline Metternichová podporovala také české umělce a přispěla k propagaci české kultury. Po zestátnění majetku v Československu (1945) se hlavním rodovým sídlem stal zámek Johannisberg v Německu. Rod vymřel v roce 1992.

## Dějiny rodu

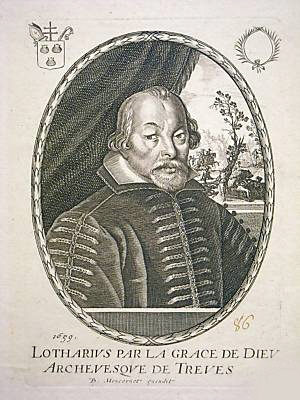
Lothar z Metternichu (1551-1623), arcibiskup v Trevíru

Metternichové jsou odnoží starobylého rodu Hembergů usazeného v kolínském arcibiskupství, jméno Metternich začali užívat podle stejnojmenného hradu ve 13. století. Sledovatelný rodokmen začíná až kolem roku 1400, poté se rod rozdělil do jedenácti větví, většina z nich vymřela během 17. a 18. století. Členové rodu působili převážně ve službách kolínských a trevírských arcibiskupů. Majetkový vzestup v 16. století je spojen s výhodnou sňatkovou politikou, vliv rodu vzrostl díky osobnosti Lothara z Metternichu (1551–1623), který byl od roku 1599 arcibiskupem v Trevíru. Ten v roce 1616 získal říšské panství Winneburg, jeho příbuzní pak v polovině 17. století získali i dědictví vymřelého rodu Winneburgů a od té doby rod užíval jméno Metternich-Winneburg.
Bratři Jan Reichard (1580–1638), Vilém (1582–1652) a Lothar (1588–1663) sloužili ve Valdštejnově armádě a na radu přátel využili možnosti nákupu konfiskovaných statků v Čechách. Za výhodných podmínek získali panství Kynžvart zkonfiskované rodu Cedviců (1623), do dědičného vlastnictví získali také dosud královské město Kynšperk nad Ohří (1623). Tito bratři byli v roce 1635 povýšeni do stavu říšských svobodných pánů, v roce 1646 získali český inkolát. Lothar Bedřich z Metternichu (1617–1675) a Karel Jindřich z Metternichu (1622-1679) zastávali post arcibiskupa v Mohuči.
Filip Emerich (1628–1698) byl v roce 1679 povýšen do stavu říšských hrabat, v roce 1682 mu byl hraběcí titul potvrzen i pro České království. V letech 1681–1691 nechal v Kynžvartě postavit barokní zámek, členové rodu se zde ale zdržovali jen zřídka, protože byli vázani službou u trevírských a mohučských arcibiskupů. Význam Kynžvartu jako rodového sídla dočasně vzrostl koncem 17. století, kdy byl majetek Metternichů v Porýní zdecimován za dynastických válek okupací francouzskými vojsky. Kvůli zadlužení došlo následně v roce 1726 k prodeji Kynšperka za 220 000 zlatých. František Jiří z Metternichu (1746–1818) byl původně vyslancem trevírského arcibiskupa ve Vídni, poté přestoupil do služeb habsburské monarchie a byl místodržícím v Rakouském Nizozemí. Za napoleonských válek ztratil rodová panství v Porýní, ale náhradou získal panství Ochsenhausen, které bylo v roce 1803 povýšeno na knížectví. Po zániku Svaté říše římské byl Františku Jiřímu udělen rakouský knížecí titul (1813).

## Kancléř Metternich

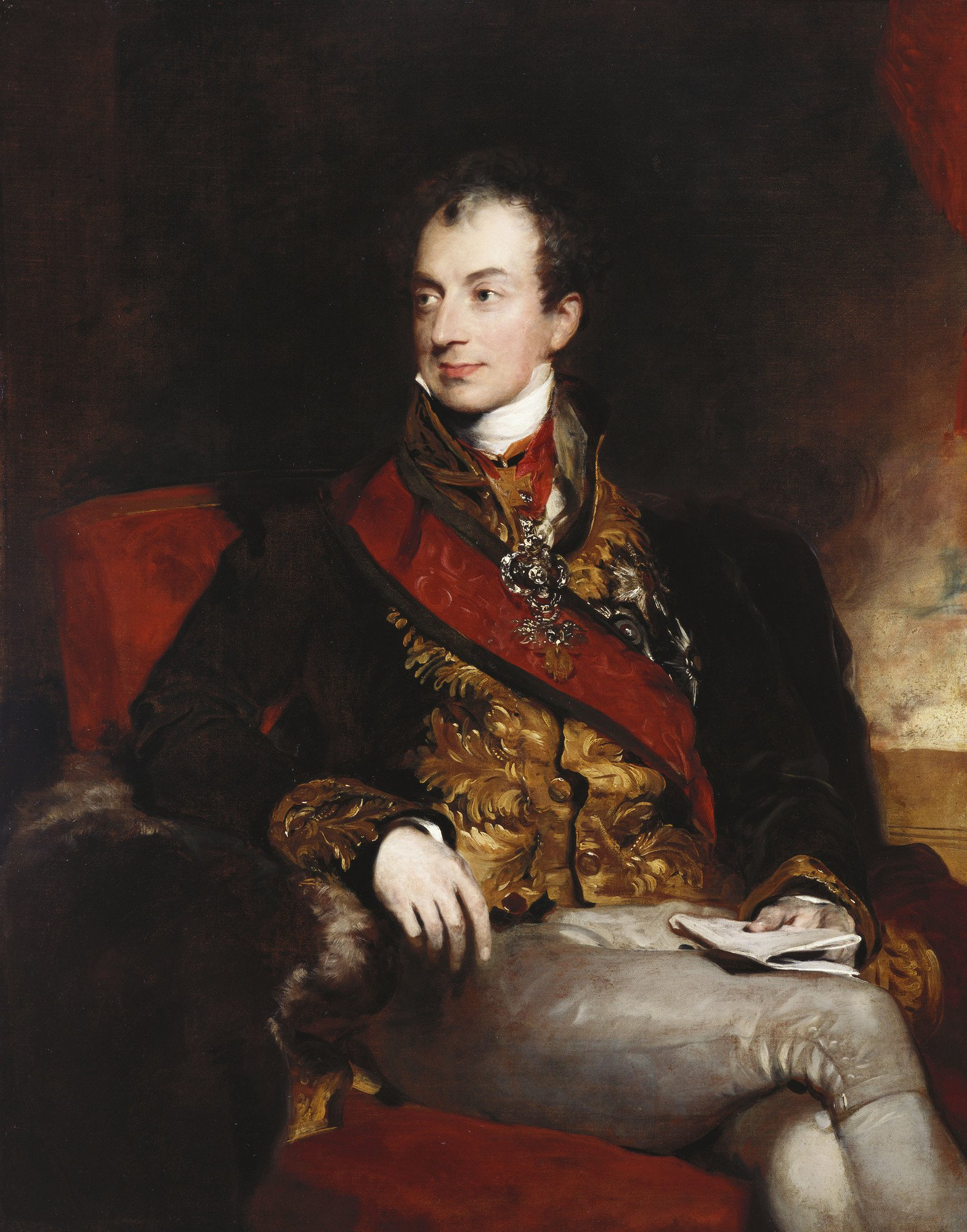
Klemens Václav z Metternichu (1773–1859), rakouský ministr zahraničí a státní kancléř

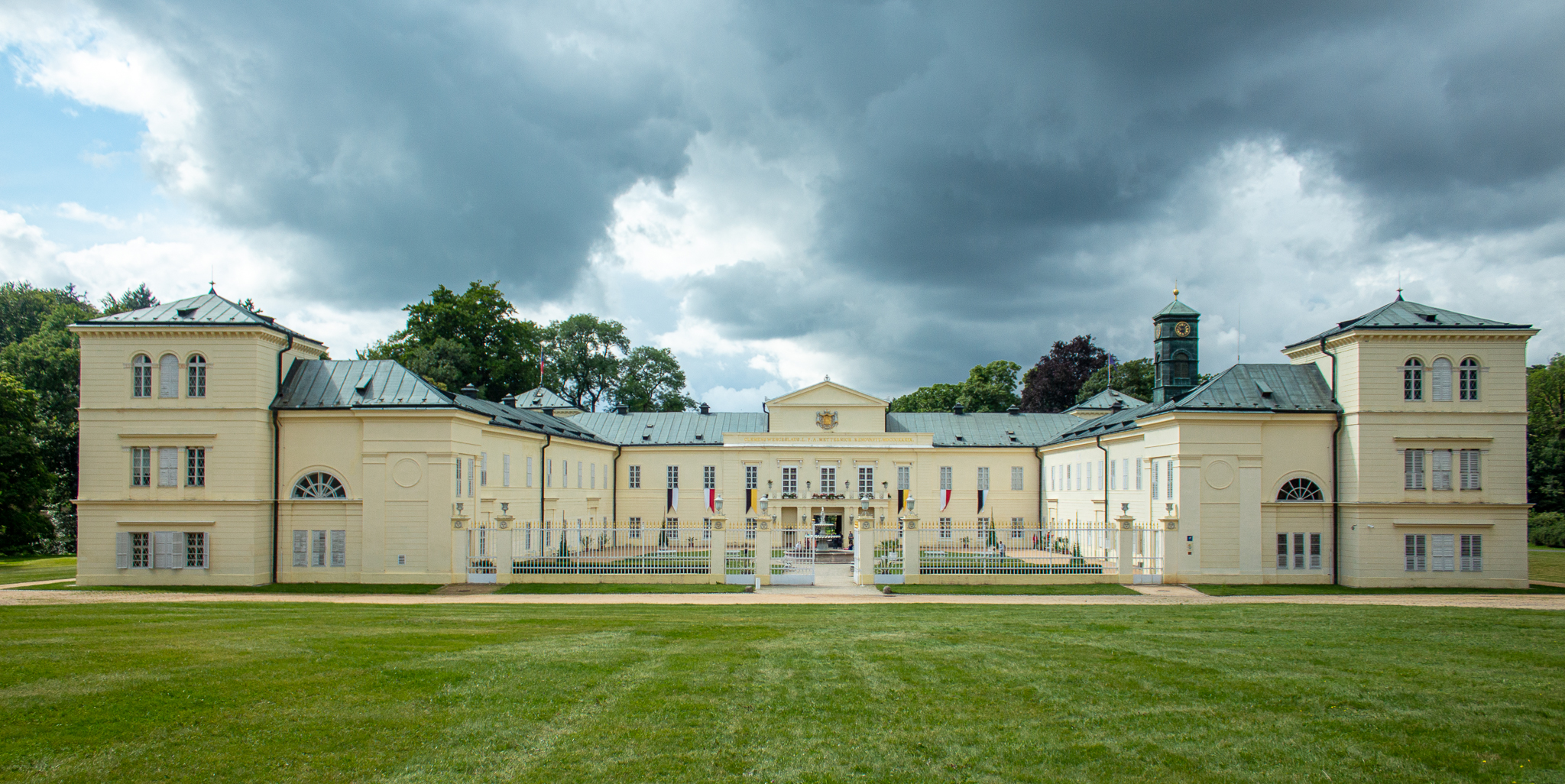
Zámek Kynžvart, hlavní sídlo Metternichů v Čechách

V celoevropském měřítku byl významnou osobností kníže Klemens Václav z Metternichu (1773–1859), syn Františka Jiřího. Ten svou diplomatickou kariéru zahájil v roce 1795 sňatkem s Marií Eleonorou Kounicovou (1775–1825), vnučkou rakouského státního kancléře Václava Antonína Kounice. Klemens Václav byl nejprve rakouským vyslancem v Haagu a Drážďanech, důležitou úlohu sehrál jako vyslanec v napoleonské Francii, poté byl nejdéle působícím rakouským ministrem zahraničí (1809–1848), potažmo státním kancléřem (1821–1848). Již za napoleonských válek osvědčil svůj diplomatický talent jako vyslanec v Sasku (1803–1806) a ve Francii (1806–1809), po roce 1815 byl přední osobností konzervativního politického směru nejen v Rakousku, ale v celé Evropě. V Itálii získal titul vévody z Portelly (1816) a ve Španělsku mu byl udělen dědičný titul granda I. třídy (1816), obdržel také Řád zlatého rouna (1810).
Kromě kariéry ve státních službách kníže Klemens Václav z Metternichu významně přispěl k budování majetkového zázemí v habsburské monarchii, zvláště po ztrátě kmenových rodových statků za napoleonských válek v Německu (např. hrad Metternich). Jako své hlavní sídlo si zvolil Kynžvart, kde v letech 1820–1833 nechal vybudovat honosný zámek v klasicistním stylu. Po první manželce Eleonoře z Kounic zdědil na Moravě panství Kojetín (1825), které vzápětí rozšířil přikoupením dalších statků (Kovalovice, Vřesovice). V roce 1825 za více než milión zlatých koupil bývalé klášterní panství Plasy, kde nechal vybudovat rodinnou hrobku, do plaského kláštera byl z Koblenze přestěhován také rodový archiv. Po Vídeňském kongresu získal darem zámek Johannisberg v Porýní (1816), který se po roce 1945 stal hlavním rodovým sídlem. V letech 1846–1848 nechal postavit rodový palác ve Vídni, který potomci prodali v roce 1908 a od té doby v něm sídlí velvyslanectví Itálie v Rakousku.

## Poslední generace Metternichů

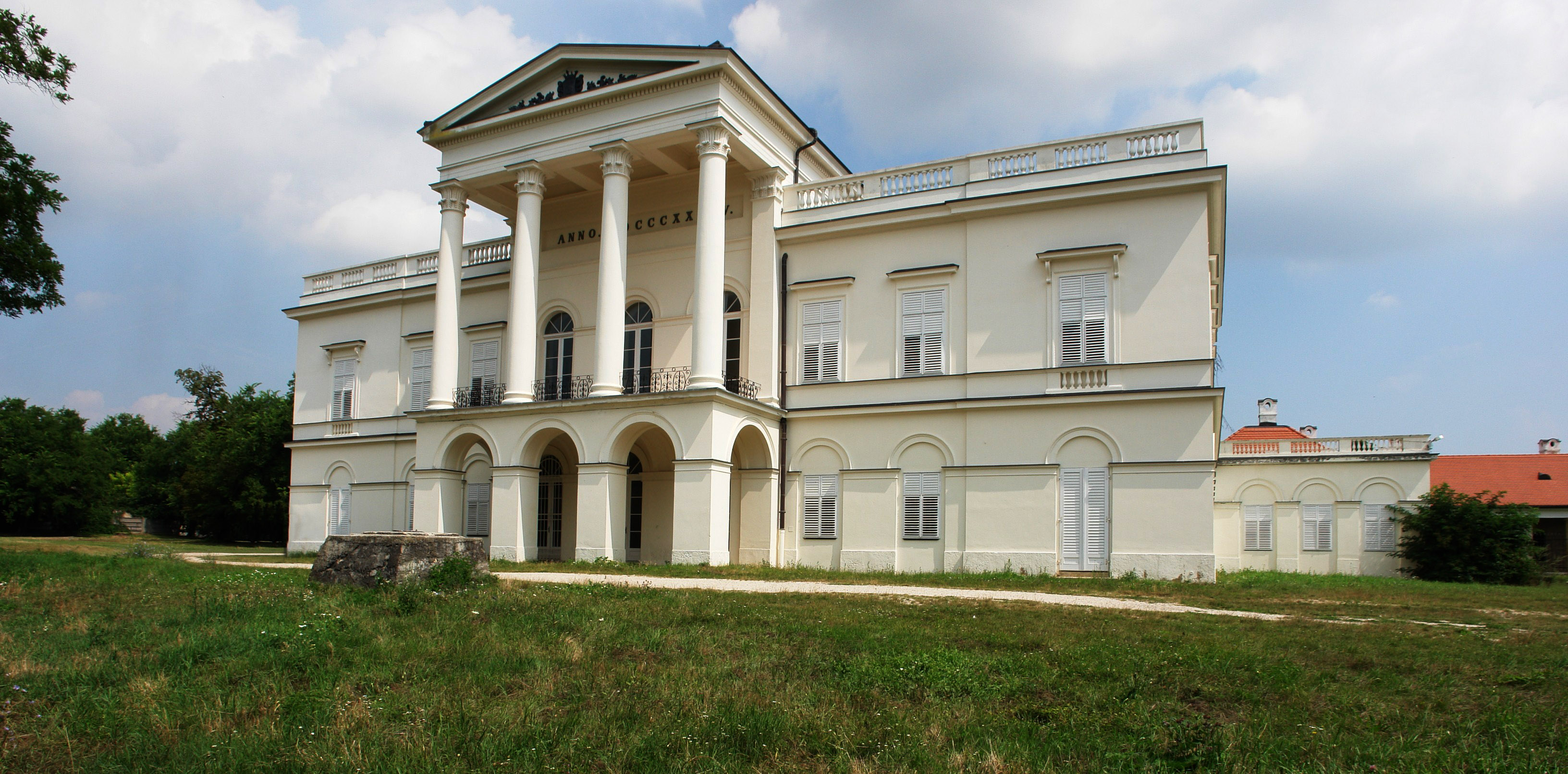
Zámek v Bajně (Sándor-Metternich kastély) (Maďarsko)

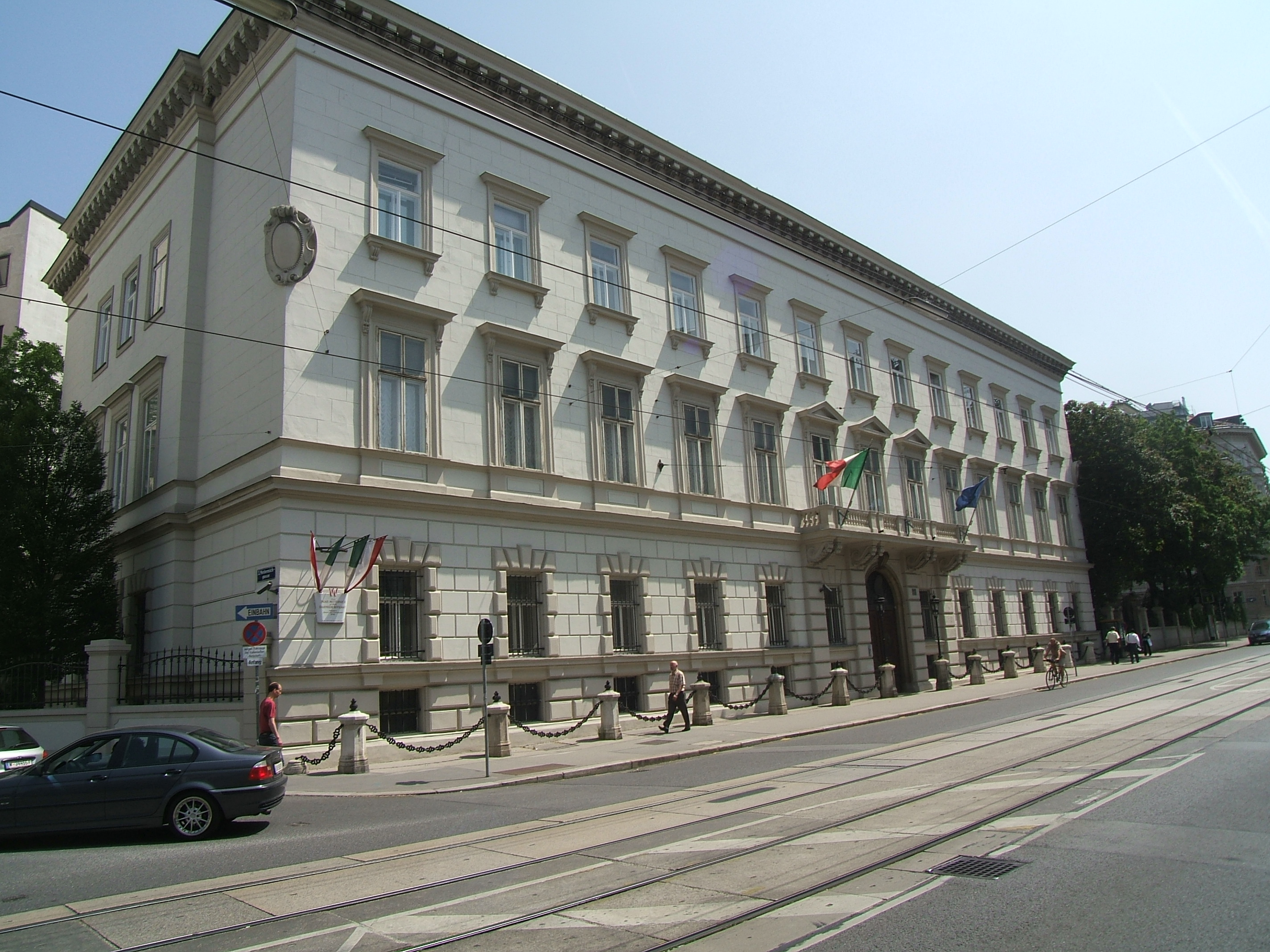
Palác Metternichů ve Vídni, dnes sídlo italského velvyslanectví v Rakousku

Klemensův nejstarší syn z prvního manželství Viktor (1803–1829) zemřel předčasně, dědicem titulů a majetku se stal syn z druhého manželství Richard Klemens (1829–1895), který byl v letech 1859–1870 rakouským velvyslancem ve Francii, po odchodu z diplomatických služeb získal dědičné členství v rakouské panské sněmovně. Jeho manželka Paulina, rozená Sándorová (1836–1921), byla zároveň jeho nevlastní neteří. Patřila k významným osobnostem společenského a kulturního života, mimo jiné propagovala dílo Bedřicha Smetany. Z otcova dědictví získala majetek v Uhrách (Bajna – Sándor-Metternich kastély), po manželově smrti spravovala také velkostatek Kojetín a počátkem 20. století nechala přestavět zámek v Kovalovicích. Z jejich manželství pocházely tři dcery, nejstarší Sophie (1857–1941), provdaná Oettingenová, zdědila Kojetín. Prostřední dcera Antonie Pascalina (1862–1890), provdaná Valdštejnová, zemřela za nevyjasněných okolností v Duchcově, dodnes se traduje nepravděpodobná legenda, že byla roztrhána loveckými psy poštvané na ni jejím manželem. Nejmladší neprovdaná dcera Klementina (1870–1963) zdědila majetek v Uhrách, zámek Sándor-Metternich kastély v Bajně vlastnila do roku 1945.
Ostatní rodový majetek (Kynžvart, Plasy, Johannisberg) a tituly zdědil Richardův mladší bratr c.k. generálmajor Pavel Klemens z Metternichu (1834–1906). V Českém království patřilo Metternichům koncem 19. století přes 26 000 hektarů půdy, zámek Kynžvart, klášter Plasy a zřícenina hradu Krašov, z hospodářského hlediska bylo výnosné především vlastnictví lesů. Dalším nástupcem byl Pavlův syn Klemens Václav z Metternichu (1869–1930), který krátce po převzetí dědictví prodal rodový palác ve Vídni (od roku 1908 zde sídlí italské velvyslanectví), umělecké sbírky z paláce byly převezeny na Kynžvart. Klemens Václav se sňatkem s Isabelou de Silva (1880–1980) stal blízkým příbuzným španělské královské rodiny. Španělský král Alfons XIII., který v revoluci a následné občanské válce přišel o trůn, ve 30. letech 20. století příležitostně pobýval na Kynžvartě, což Metternichům, potažmo Československé republice přineslo diplomatické problémy.
Posledním majitelem velkostatků Kynžvart a Plasy byl Pavel Alfons z Metternichu-Winneburgu (1917–1992), jemuž byly majetky v Československu zkonfiskovány v roce 1945. Poté odešel do Švýcarska a následně se usadil na zámku Johannisberg v Porýní a byl zároveň posledním mužským potomkem rodu. Jeho manželka Tatiana (1915–2006), rozená Vasilčiková, patřila po druhé světové válce k významným osobnostem společenského života v Německu, byla zakladatelkou hudebního festivalu Rheingau Musik Festival, je také autorkou několika knih a po roce 1989 několikrát navštívila Kynžvart.

## Erb

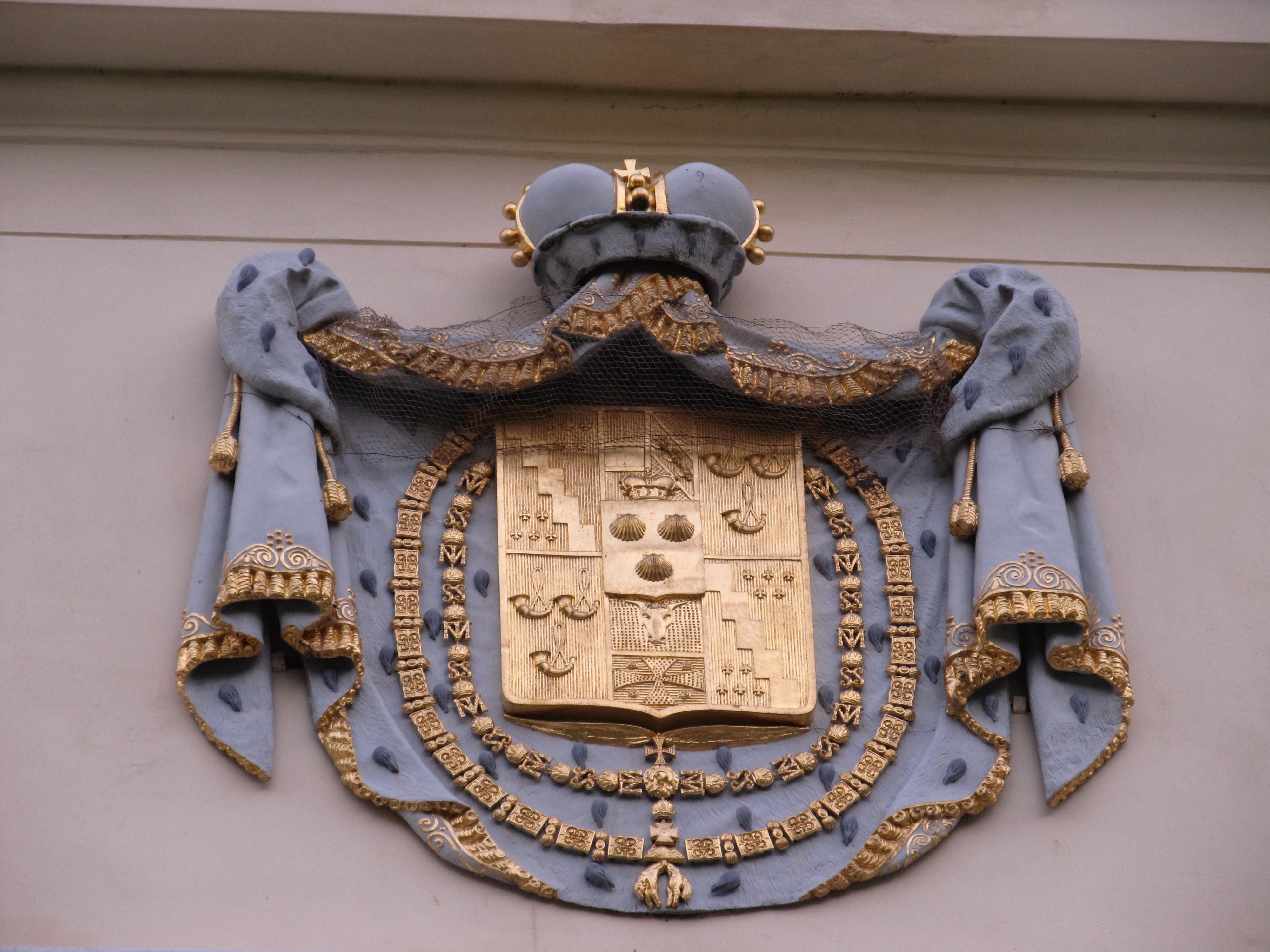
Knížecí erb Metternichů na zahradním průčelí zámku Kynžvart

V původním erbu měli tři černé škeble na stříbrném podkladu. Klenotem byla stříbrná labutí hlava s krkem. Od svého povýšení však tento původní erb kladli doprostřed čtvrceného štítu, v němž se střídala pole představující Winneburg (zubatý pruh s křížky) a Beylstein (tři lovčí trubky). Tak zůstal erb i po povýšení na říšská knížata roku 1803, ale roku 1816 byl mezi obě horní pole vsunut jako polepšení císařský rodový erb, mezi dolní pole zase znaky Kynžvartu a neapolského vévodství Portelly.

### Význační členové rodu

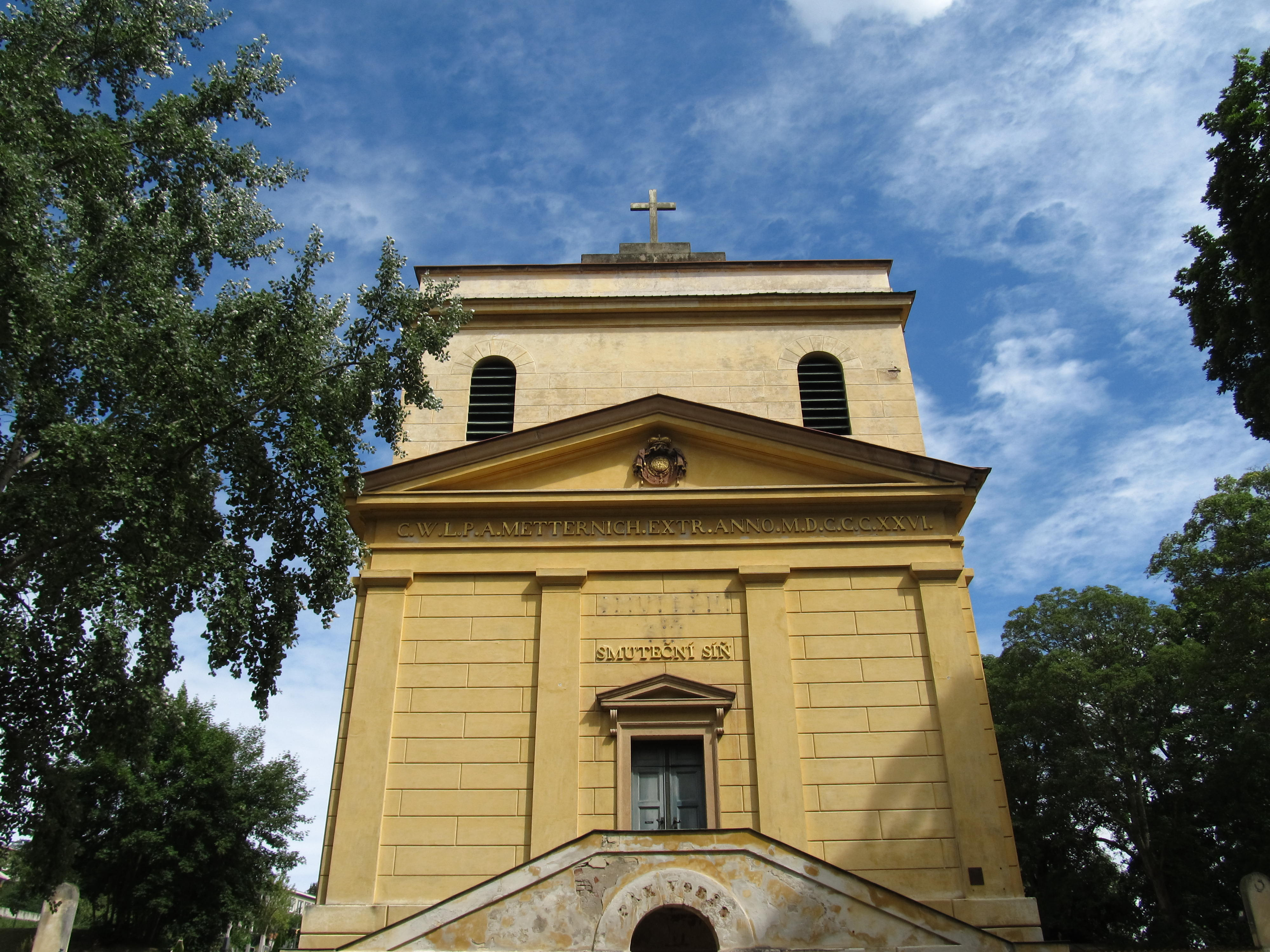
Rodová hrobka v Plasích

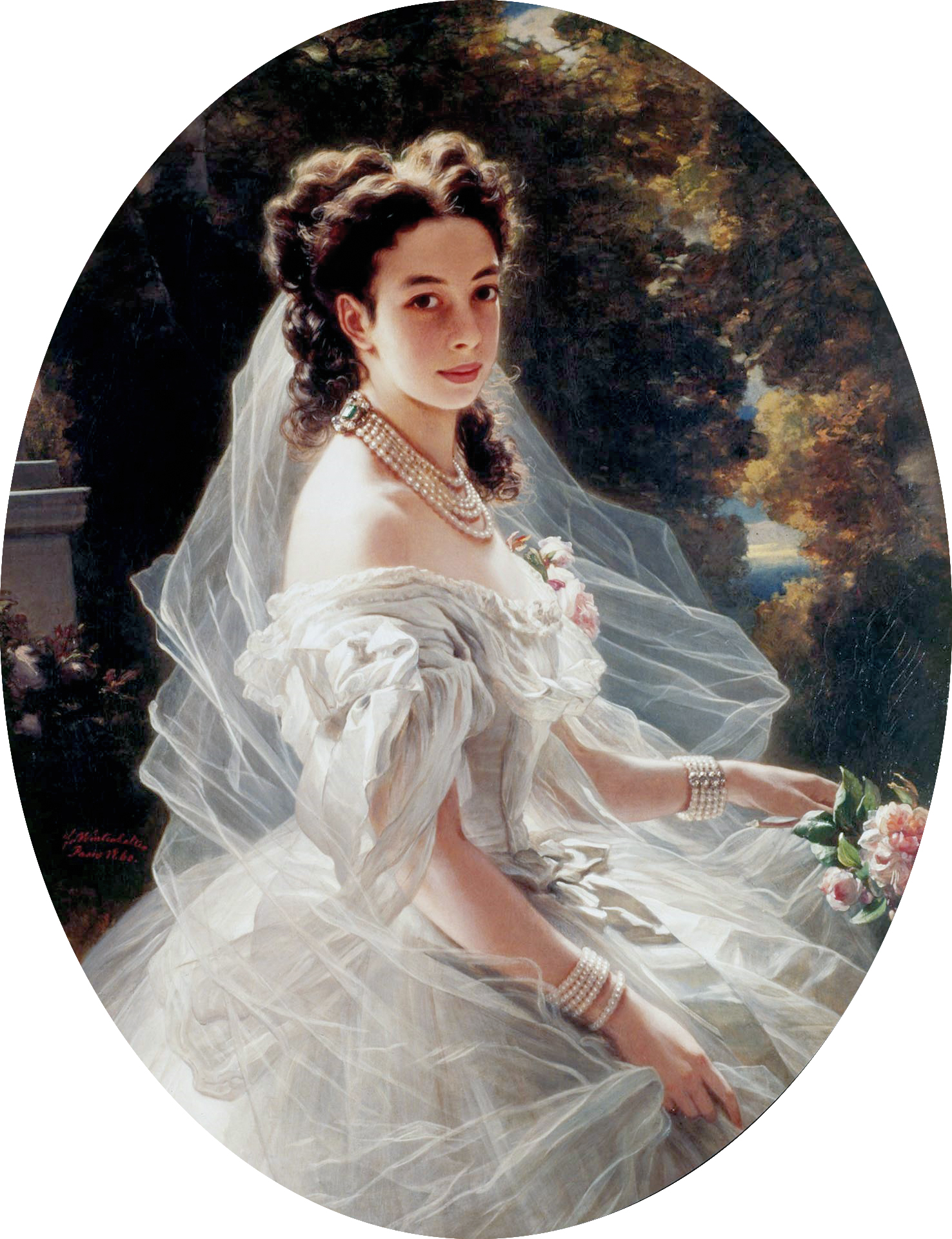
Kněžna Pavlína Metternichová roz. hraběnka Sándorová (1836–1921)

- Lothar z Metternichu (1551–1623), arcibiskup a kurfiřt trevírský
- Jan Reinhard z Metternichu († 1637), kanovník v Trevíru, Bamberku a Münsteru, probošt kapituly v Mohuči, administrátor v Magdeburku a Halberstadtu a klášterní probošt u sv. Bartoloměje ve Frankfurtu nad Mohanem
- Karel z Metternichu († 1635), kanovník v Trevíru, Lutychu, Eichstättu a Aušpurku, arcijáhen od sv. Kastora v Kardenu a probošt v cášské katedrále Panny Marie
- Emerich z Metternichu († 1653) kanovník v Trevíru, Wormsu a Paderbornu a probošt kapituly v Trevíru
- Lotar z Metternichu († 1663) císařský komorník, dvorní rada, vrchní a generál kvartýrmistr
- Vilém z Metternichu († 1652) císařský komorník, dvorní a válečný rada
- Jindřich z Metternichu-Brohlu († 1654) nejprve duchovní později voják, generálmajor, místodržitel Bavory okupované dolní Falce
- Lotar Bedřich z Metternichu-Burscheidu (1617–1675), arcibiskup mohučský
- Karel Jindřich z Metternichu-Winneburgu (1622–1679), arcibiskup mohučský
- Filip Emerich z Metternichu (1628–1698), polní zbrojmistr císařské armády, stavebník zámku Kynžvart
- Arnošt z Metternichu (1656–1727) pruský vyslanec v říšském sněmu v Řezně, guvernér Neuenburgu (1707–1709)
- Arnošt Eberhard z Metternichu (1691–1717) pruský vyslanec v říšském sněmu v Řezně
- Arnošt August z Metternichu (1694–1720)
- Volf z Metternichu († 1731) diplomat, státní úředník a spisovatel alchymista
- František Jiří Karel z Metternichu (1746–1818), politik
- Klemens Václav Lotar z Metternichu (1773–1859), rakouský diplomat a státní ministr
- Richard Klemens Metternich (1829–1895), rakouský politik a diplomat
- Pavel Klemens Metternich (1834–1906), c. k. generálmajor, dědičný člen Panské sněmovny
- Lothar Štěpán z Metternichu (1837–1904)
- Pavlína z Metternichu (1836–1921), kněžna, mecenáška umění, zakladatelka literárního salonu ve Vídni
- Tatiana z Metternichu-Winneburgu (1915–2006), mecenáška
- Pavel Alfons Metternich (1917–1992), poslední mužský potomek rodu Metternichů
- František-Albrecht Metternich-Sándor (1920–2009), hlava rodové linie Ratibor a Corvey